# 벽

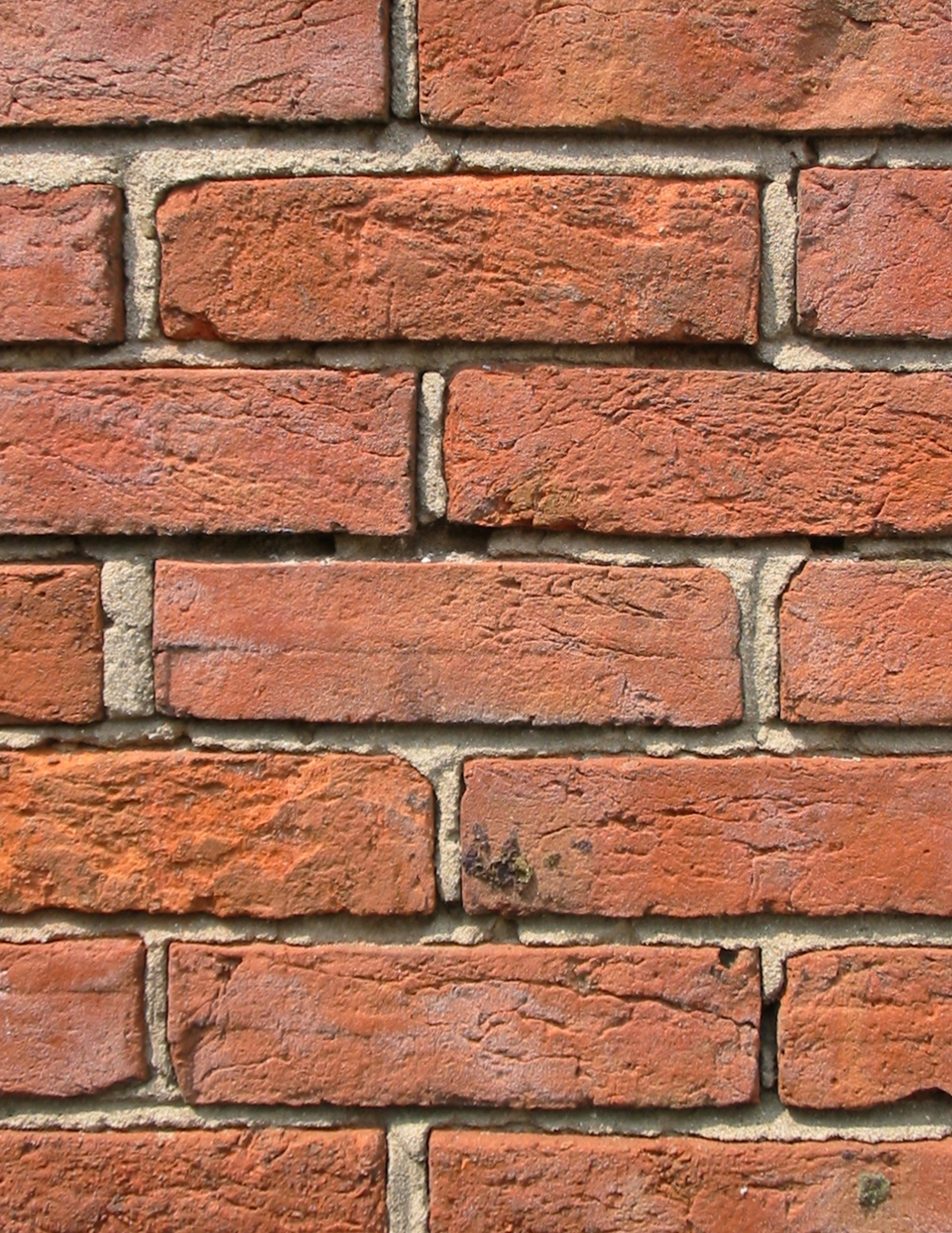
벽돌로 된 벽

벽(壁)은 건물이나 방을 둘러싸고 있는 고체로 된 물체이다. 벽체(壁體)는 구조적으로 벽을 이루는 부분을 뜻한다.

## 같이 보기
- 담장